# Milchkühltank
Der Milchkühltank (oder Milchtank) besteht in der Regel aus Edelstahl und nimmt die Milch für die Zeit auf, während der sie beim Erzeuger (dem landwirtschaftlichen Betrieb) gelagert wird. Der Milchtank ist direkt mit einer Kühlanlage verbunden, so dass die Milch direkt nach dem Melken auf etwa 4 °C heruntergekühlt und so vor dem Verderb geschützt werden kann. Milchsammelwagen können die Milch aus dem Tank abtanken und sie dann an eine Molkerei liefern.
Bei der Direktvermarktung von Ab-Hof-Milch kann eine Stählerne Kuh mit dem Milchkühltank verbunden werden, aus der private Verbraucher flaschenweise Rohmilch zapfen können.

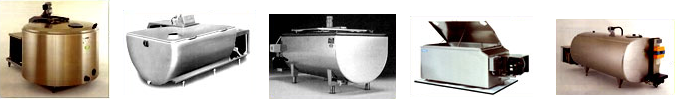
Verschiedene Milchkühltanks